# Karlberg (område)

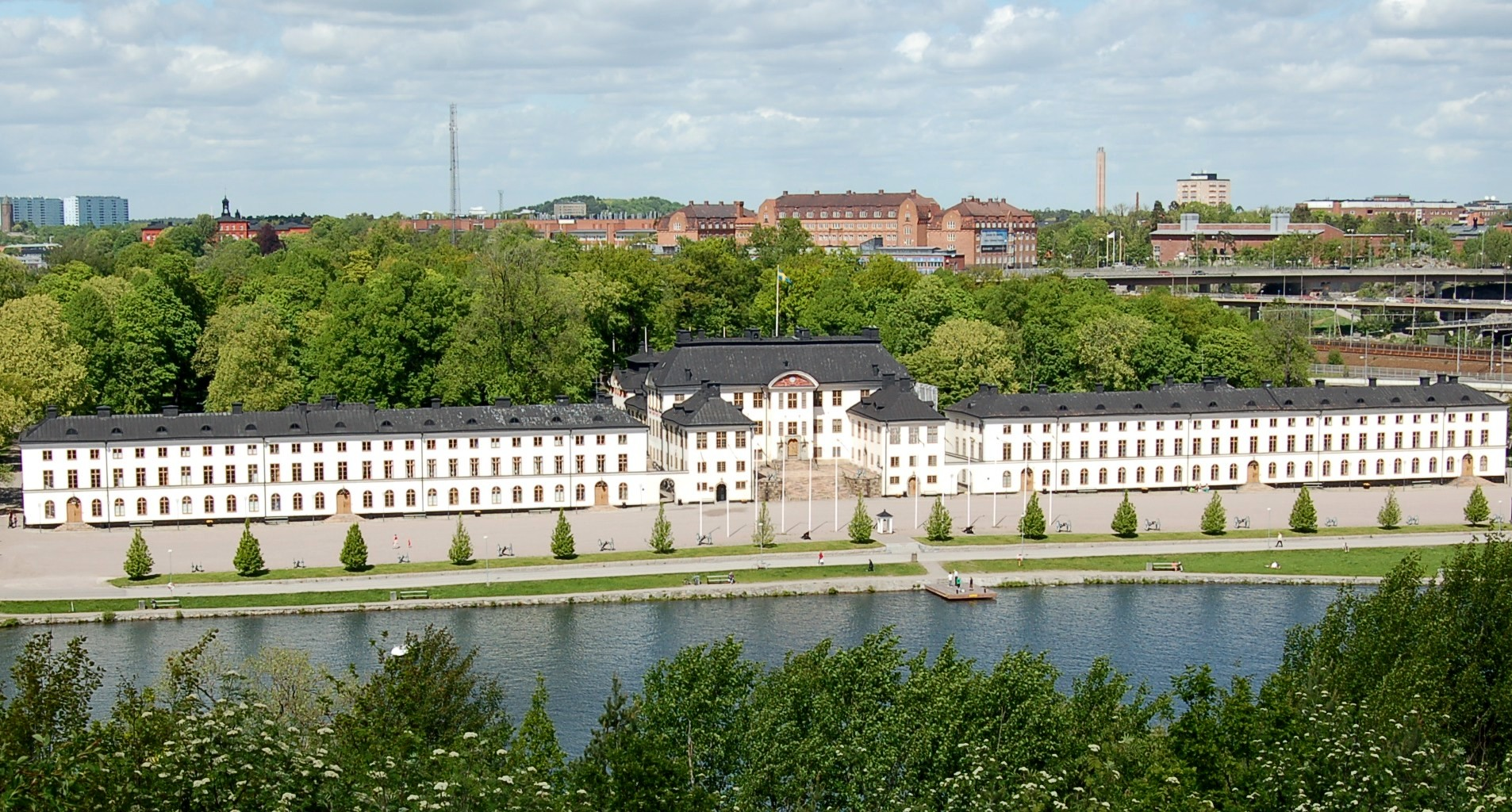
Karlbergs slott vid Karlbergssjön

Karlberg är ett område i stadsdelen Huvudsta inom Solna kommun, Stockholms län. 
Det avgränsas i söder av Karlbergskanalen och Karlbergssjön, i öster mot Stockholms innerstad (Vasastan), i väster av området Västra skogen och i norr av Tomteboda.
Området domineras av Karlbergs slott med Militärhögskolan Karlberg. Pampas Marina, AIK Fotbolls klubbhus Karlberg och en del av Essingeleden finns inom området. Ekelundsbron leder över till Kungsholmen i Stockholm. Den tidigare pendeltågsstationen Karlberg ligger något utanför området, på Stockholmssidan av kommungränsen.